# 傅里叶正弦、余弦变换
在数学中，傅里叶正弦和余弦变换是傅里叶变换不使用复数的表达形式。它们最初被约瑟夫·傅里叶使用并仍在某些应用中有所擅长，如信号处理和概率统计。

## 定义
方程  f (t) 的傅里叶正弦变换，有时也被表示为{\displaystyle {\hat {f}}^{s}} or {\displaystyle {\mathcal {F}}_{s}(f)}，有
{\displaystyle 2\int _{-\infty }^{\infty }f(t)\sin(2\pi \omega t)\,dt.}
或
{\displaystyle {\sqrt {\frac {2}{\pi }}}\int _{0}^{\infty }f(t)\sin(\omega t)\,dt.}
如果 t 代表时间，那么 ω 就是单位时间周期内的频率，但抽象来说，它们可以是互相关联的任何一对变量。
这个变换必须是频率的奇函数，即对所有的 ω：
{\displaystyle {\hat {f}}^{s}(\omega )=-{\hat {f}}^{s}(-\omega ).}
傅里叶变换中的数值因子仅由它们的乘积定义。为了让傅里叶逆变换公式不包含任何数值因子，因子 2 出现因为对正弦函数有
L2 norm of {\displaystyle {\tfrac {1}{\sqrt {2}}}.}
方程  f (t) 的傅里叶余弦变换，有时也被表示为{\displaystyle {\hat {f}}^{c}}或{\displaystyle {\mathcal {F}}_{c}(f)}，有
{\displaystyle 2\int _{-\infty }^{\infty }f(t)\cos(2\pi \omega t)\,dt.}
这个变换必须是频率的偶函数，即对所有的 ω：
{\displaystyle {\hat {f}}^{c}(\omega )={\hat {f}}^{c}(-\omega ).}
一些著者仅定义了 t 的偶函数的余弦变换，在这种情形下正弦变换为 0。因为余弦也是偶函数，所以可以使用更简单的公式：
{\displaystyle 4\int _{0}^{\infty }f(t)\cos(2\pi \omega t)\,dt.}
相似地，如果  f  是奇函数，那么余弦变换就为 0 且正弦变换简化为：
{\displaystyle 4\int _{0}^{\infty }f(t)\sin(2\pi \omega t)\,dt.}

## 傅里叶逆变换
按照通常的假设，原始方程  f  可以从变换形式中复原。即  f  和它的两种变换都是绝对可积的。更多不同的假设，参见傅里叶逆变换。
逆公式是：
{\displaystyle f(t)=\int _{0}^{\infty }{\hat {f}}^{c}\cos(2\pi \omega t)d\omega +\int _{0}^{\infty }{\hat {f}}^{s}\sin(2\pi \omega t)d\omega ,}
它有一个优点是所有频率都是正数且所有量都是实数。如果省略变换中的因子 2，那么逆公式通常写为正和负频率的的积分。
用余弦的变换公式，可以再表示为：
{\displaystyle {\tfrac {\pi }{2}}\left(f(x+0)+f(x-0)\right)=\int _{0}^{\infty }\int _{-\infty }^{\infty }f(t)\cos(\omega (t-x))dtd\omega ,}
这里  f (x + 0) 表示  f  当 x 从上方趋近于零的一边极限。且  f (x − 0) 表示  f  当 x 从下方趋近于零一边的极限。
如果原始方程  f  是偶函数，那么正弦变换就为零；如果  f  是奇函数，那么余弦变换就为零。在任何一种可能中，逆变换方程都可以化简。

## 与複指数的关系
如今用得更为广泛的傅里叶变换的形式是
{\displaystyle {\begin{aligned}{\hat {f}}(\nu )&=\int _{-\infty }^{\infty }f(t)e^{-2\pi i\nu t}\,dt\\&=\int _{-\infty }^{\infty }f(t)(\cos(2\pi \nu t)-i\,\sin(2\pi \nu t))\,dt&&{\text{Euler's Formula}}\\&=\left(\int _{-\infty }^{\infty }f(t)\cos(2\pi \nu t)\,dt\right)-i\left(\int _{-\infty }^{\infty }f(t)\sin(2\pi \nu t)\,dt\right)\\&={\tfrac {1}{2}}{\hat {f}}^{c}(\nu )-{\tfrac {i}{2}}{\hat {f}}^{s}(\nu )\end{aligned}}}